# Hans Schatzmann
Pour les articles homonymes, voir Schatzman.
 (février 2025).
Si vous disposez d'ouvrages ou d'articles de référence ou si vous connaissez des sites web de qualité traitant du thème abordé ici, merci de compléter l'article en donnant les références utiles à sa vérifiabilité et en les liant à la section « Notes et références ».
Hans Schatzmann, né le 24 janvier 1848 à Windisch et mort le 12 juillet 1923 à Berne, est une personnalité politique suisse, membre du parti radical-démocratique et troisième chancelier de la Confédération de 1909 à 1918.

## Biographie
Après avoir effectué sa scolarité à Aarau, il suit des études de droit dans les universités de Zurich, de Heidelberg, de Munich et de Berlin, où il obtient son brevet d’avocat en 1871.
Il exerce sa profession successivement à Brugg et à Lenzburg avant d'être nommé président du tribunal[Lequel ?] à Aarau. En 1879, il est engagé comme secrétaire et chef de bureau à la Chancellerie fédérale. Il en devient vice-chancelier en 1881 et, à ce titre, remplace fréquemment le chancelier Gottlieb Ringier, malade. Grâce à son expérience, il est élu chancelier de la Confédération en 1909.
Spécialiste de l'administration fédérale, il participe en particulier à la rédaction de la loi sur l’organisation de l’administration fédérale de 1914 et est l'initiateur de la publication de la Feuille fédérale en italien. Il reste à son poste jusqu'à sa démission à la fin de l'année 1918 et décède cinq ans plus tard, d’une attaque d’apoplexie.